# Prudentópolis
Prudentópolis là một đô thị thuộc bang Paraná, Brasil. Đô thị này có diện tích 2307,897 km², dân số năm 2007 là 50614 người, mật độ 19,9 người/km².